# Linda Vista, Acultzingo
Linda Vista är en ort i Mexiko.   Den ligger i kommunen Acultzingo och delstaten Veracruz, i den sydöstra delen av landet, 210 km öster om huvudstaden Mexico City. Linda Vista ligger 1 642 meter över havet och antalet invånare är 232.
Terrängen runt Linda Vista är bergig åt sydost, men åt nordväst är den kuperad. Linda Vista ligger nere i en dal. Runt Linda Vista är det ganska glesbefolkat, med 28 invånare per kvadratkilometer. Närmaste större samhälle är Río Blanco, 17,1 km nordost om Linda Vista. I omgivningarna runt Linda Vista växer i huvudsak blandskog.